# Spielfeld
Spielfeld è una frazione di 968 abitanti del comune austriaco di Straß in Steiermark, nel distretto di Leibnitz (Stiria). Già comune autonomo, il 1º gennaio 2015 è stato aggregato a Straß in Steiermark assieme agli altri comuni soppressi di Obervogau e Vogau.